# Karel Snětina
Karel Snětina (13. května 1860, Poříčany – 15. července 1942 Boskovice) lékař, sběratel a amatérský archeolog

## Život
Karel Snětina, člen Moravského archeologického klubu byl zakládajícím členem Muzejního spolku a muzea v Boskovicích, jehož kustodem byl v letech 1905-1927 a kde velmi kolegiálně spolupracoval s dalším boskovickým muzejníkem, PhMr. Františkem Lipkou; společně participovali na řadě archeologických výzkumů v Boskovické brázdě (sídliště pod lesem Lipníky, hradiště Vejštice aj.). Jejich největším a nejvýznamnějším objevem nejen z hlediska bádání o době laténské je keltské oppidum Staré Hradisko. Zde v letech 1907 až 1912 prováděli výzkumné práce, s jejichž výsledky pohotově a vyčerpávajícím způsobem seznámili odbornou veřejnost (Lipka 1909; Lipka – Snětina 1912, Lipka – Snětina 1913).
Po první světové válce ve dvacátých letech již ve výzkumech pokračoval několik sezón Snětina sám (Lipka zemřel v roce 1917); díky výsledkům těchto výzkumů i výjimečnosti lokality zahájil roku 1934 na Starém Hradisku systematický výzkum pod vedením Jaroslava Böhma Státní archeologický ústav v Praze. K. Snětina svou lokalitu ze zřetele nepustil – s Böhmem ještě do určité míry spolupracoval a od místních rolníků za značných finančních obětí vykupoval zlaté duhovky. Jeho vědecká pozůstalost, uložená v boskovickém muzeu, dodnes udivuje jak systematičností a pečlivostí, tak především rozsahem i hloubkou studia.

## Publikace
- Staré Hradisko. Gallské oppidum na Moravě. Časopis Moravského zemského musea XII, 1912, str. 73-92, 298-309 (s Františkem Lipkou)
- Staré Hradisko. Gallské oppidum na Moravě. Časopis Moravského zemského musea XIII, 1913, str. 112-13 (s Františkem Lipkou)
- Neolitické sídliště na "Vejštici" u Vážan, Památky archeologické 40, 1934-35, 13-20 (s Jaroslavem Böhmem)